# Sankt Mortens Kirke (Morsum)
 For alternative betydninger, se Sankt Mortens Kirke. (Se også artikler, som begynder med Sankt Mortens Kirke)
Sankt Mortens Kirke er en kirke i romansk stil beliggende i landsbyen Morsum på friserøen Sild syd for grænsen i Sydslesvig i den nordtyske delstat Slesvig-Holsten. Kirken er sognekirke i Morsum Sogn. Kirken er viet til Sankt Morten.
Kirken er første gang nævnt i kilderne i 1240. Den nederste haldel er opført af tilhuggede granitsten, koret er af tufsten, ellers af mursten. Våbenhuset med solur er opført 1793. Klokkestablen i træ er fra 1767. I kirkens indre har skibet bjælkeloft mens apsis har gotisk halvkuppelhvælv. Pulpituret i vest er fra 1684. Den sengotiske trefløjede altertavle viser en nådestol med Gud Fader bærende sin døde søn (pieta), flankeret af Sankt Severin og Sankt Morten med apostlene på sidefelterne. Døbefontens kumme er af gotlandsk kalksten, dekoreret med rundbueelementer og med dåbsfad i messing fra 1682. Den sekskantede prædikestol af egetræ er fra 1698. Stolens relieffer fortæller om forkyndelsen, Jesu fødsel, Jesu dåb, korsfæstelse, opstandelse og himmelfart. Lydhimlen er fra 1656.
Menigheden hører under den lutherske nordtyske kirke.
- Våbenhuset fra 1793
- Kirkerummet med orgelpulpituret
- Døbefonten
- Prædikestolen